# João de São José de Queirós da Silveira
Dom João de São José de Queirós da Silveira, OSB, (Matosinhos, 12 de agosto de 1711 — Marco de Canaveses, 15 de agosto de 1764) foi um bispo católico português.
Era membro da Academia Real da História Portuguesa desde 1752.
Blenda Cunha Moura, na sua tese de mestrado sobre ele, conta-nos que: «Frei Queirós pode ser definido como um clérigo ilustrado; de formação e convicção nos preceitos religiosos, mas que observou a realidade ao seu redor com um olhar crítico e atento aos debates filosóficos de seu tempo.».
Como complemento, Camilo Castelo Branco assim se refere ao quarto bispo do Pará, Dom João de São José:
«Da fluente e desempeçada conta de sua vida, transluz, se não me engano, virtude sem blocos, espírito de cristão e bispo, certo não propenso a entidades nem ajeitado para milagres, mas o bastante para não macular a mitra que, dobrado anos, assentará na fronte Caetano Brandão, o mais glorioso vulto das cristandades lusitanas. »

### Sucessão
Dom João de São José de Queirós da Silveira foi o quarto bispo de Belém do Pará, sucedeu a Dom Frei Miguel de Bulhões e Sousa, e teve como sucessor Dom João Evangelista Pereira da Silva, Terceira Ordem Regular de São Francisco.